# Adult

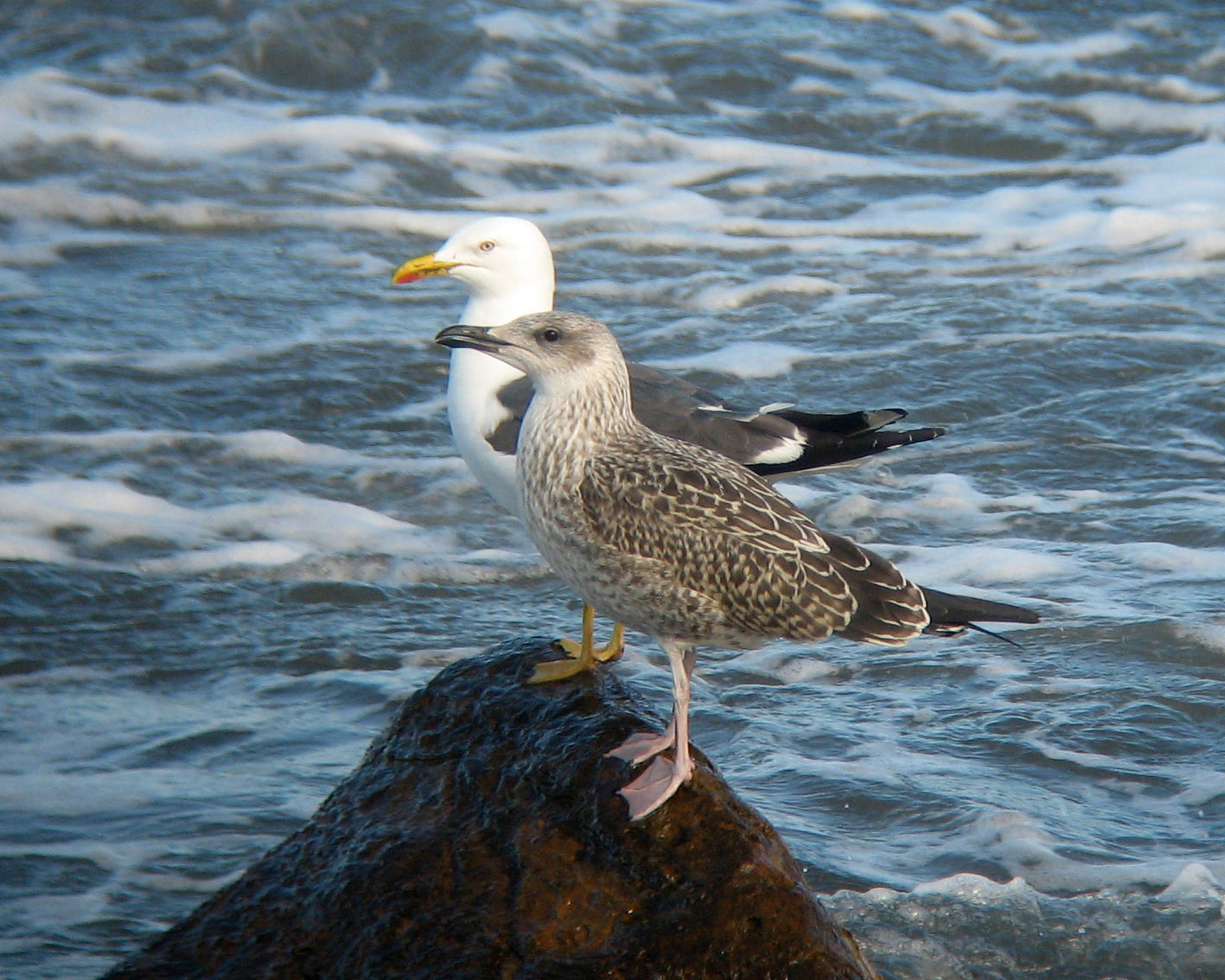
Eine adulte Heringsmöwe (hinten) und ein nicht-adulter Vogel der gleichen Art (vorn). Die Bezeichnung „erwachsen“ wäre hier nicht zutreffend, da der Jungvogel im Vordergrund bereits ausgewachsen ist. Man spricht also besser von „Adultkleid“ und „Jugendkleid“.

Das Adjektiv adult (vom lateinisch adultus für „erwachsen“) ist ein Synonym für erwachsen und bezeichnet insbesondere die Lebensphase nach Eintritt der Geschlechtsreife eines Organismus. Übergangsstadien werden auch als subadult oder präadult („halbwüchsig“) oder immatur („unreif“) bezeichnet. Verwendet wird der Begriff häufig bei der Beschreibung von wirbellosen Tieren, die sich über ein oder mehrere Larvenstadien entwickeln, sowie bei der Beschreibung von Vögeln.
Ein Adultus (Mehrzahl: Adulti) ist dementsprechend ein Tier, das die juvenile (kindliche, jugendliche, heranwachsende) Phase abgeschlossen hat. In aller Regel handelt es sich dabei um das letzte Stadium der Individualentwicklung, da Tiere nur selten ein vergleichbar hohes Lebensalter erreichen, in dem ein Mensch als „Greis“ bezeichnet werden könnte.
Bei Insekten wird das Tier, welches das Larven- und Puppenstadium abgeschlossen hat, als adult oder Adultus bezeichnet. Ebenfalls bei den Insekten wird analog häufig der Begriff Imago verwendet.
Bei Vögeln werden mit diesem Begriff Individuen bezeichnet, deren Färbung zur Brutzeit in nachfolgenden Jahren unverändert bleibt. Vögel mit Saisondimorphismus zeigen dann im Frühjahr und Sommer das Prachtkleid, im übrigen Jahr das Schlichtkleid. Vor allem bei größeren Vögeln, zum Beispiel großen Greifvögeln, wird das adulte Federkleid oft erst nach mehreren Jahren erreicht. Die meisten Vogelarten sind körperlich bereits ausgewachsen, wenn sie das Nest verlassen oder flügge werden. Es handelt sich bei Vögeln bis zum Erreichen des Adultstadiums also meist nicht um einen Wachstumsprozess, sondern um einen Umfärbungsprozess, adulte Vögel werden daher häufig auch als „ausgefärbt“ bezeichnet. Auch die Geschlechtsreife ist häufig, aber nicht immer, mit dem Erreichen des Adultstadiums verbunden.